# 錫考克斯
錫考克斯（Secaucus）是美國紐澤西州哈德遜縣的一座城鎮，位於哈肯薩克河河畔，人口22,181人。錫考克斯的名稱在阿岡昆語為「黑蛇」之意。

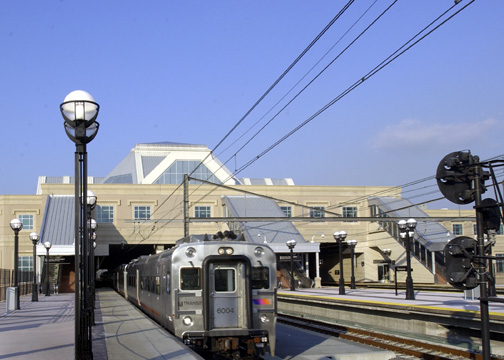
錫考克斯樞紐